# 홍주종합경기장
홍주종합경기장(洪州綜合競技場, Hongju Stadium)은 대한민국 충청남도 홍성군에 있는 스포츠 시설이다. 천연잔디 필드와 우레탄 트랙이 갖춰져 있는 다목적 경기장인 주경기장이 조성되어 있으며, 보조경기장(인조잔디 축구장), 족구장, 테니스장, 국궁장, 양궁장, 풋살장, 게이트볼장 등 여러 스포츠 시설이 갖춰져 있다.

## 참고 문헌
- “홍주종합경기장”. 홍성군청.
- 《전국 공공체육 시설 현황 (2017년말 기준)》. 대한민국 문화체육관광부. 2019.
- 《2023 전국 공공체육시설 현황 (2022년 12월말 기준)》. 대한민국 문화체육관광부. 2024.

## 같이 보기
- 홍주종합경기장 보조경기장